# Runenstein an der Ås kyrka

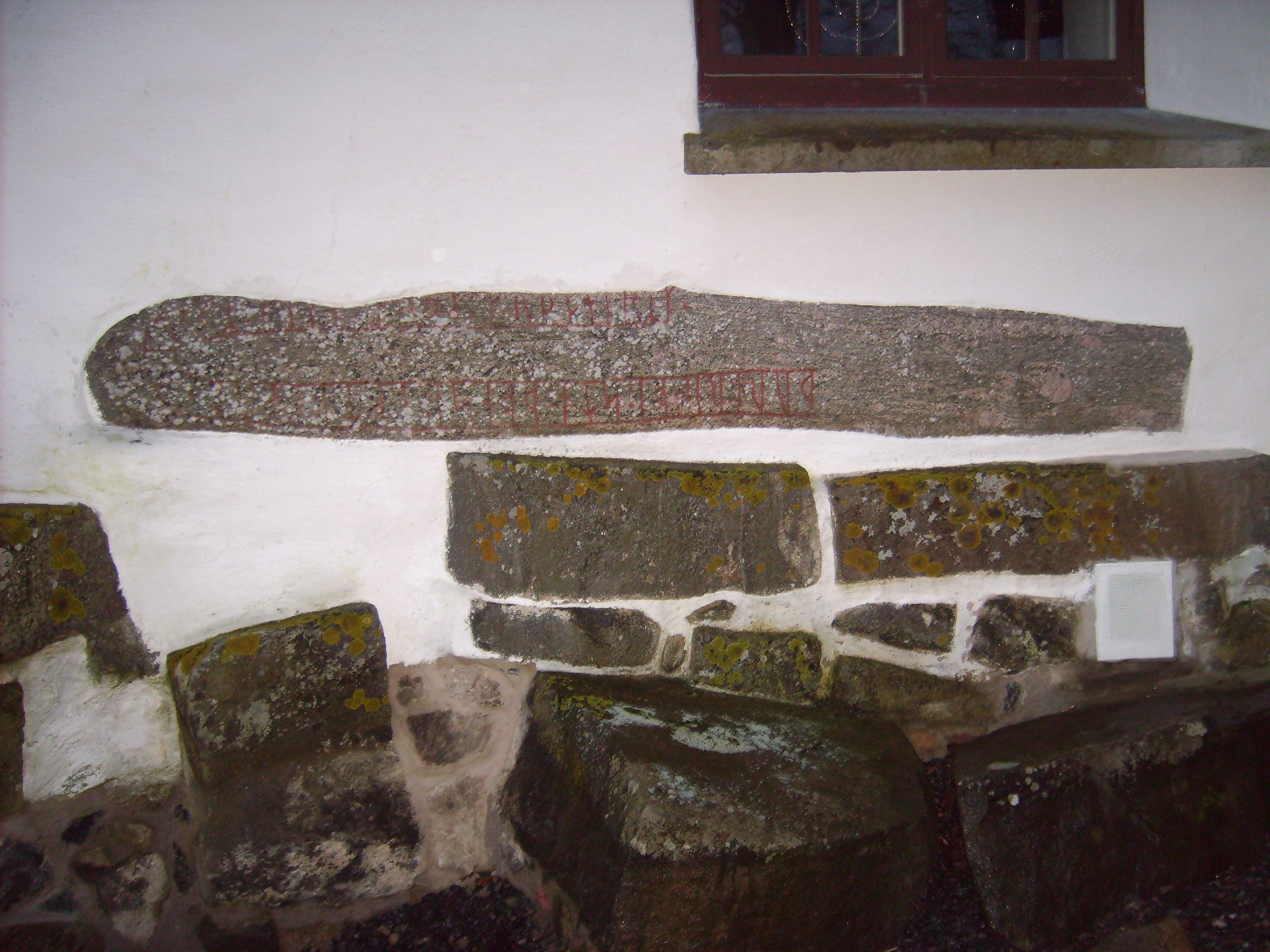
Runenstein in der Wand der Ås kyrka

Der Runenstein an der Ås kyrka (Vg 112) südlich von Grästorp in Västergötland in Schweden hat sein dänisches Gegenstück im Runenstein 2 (NJy 74) von Hobro (dänisch Hobro-stenen 2). Der Runenstein Glenstrup 1 hat das gleiche Beschriftungsschema und wurde laut Marius Kristensen vom Hobrosten 2 inspiriert.
Beide Runensteine berichten davon, dass ein Thore den Stein für seinen Gefährten Karl setzte. Dass es sich um schwedische Wikinger handelt, die sich etwa um 1000 n. Chr. in der Nähe von Hobro aufhielten, geht aus der Form des Hobrosteins 2 hervor, dessen Inschrift in einem hufeisenförmigen Schlangenband steht und im Uhrzeigersinn zu lesen ist. Diese Form ist für dänische Runensteine untypisch. Jedoch ist auch der „Hobrosten 1“ ein Schlangenbandstein.

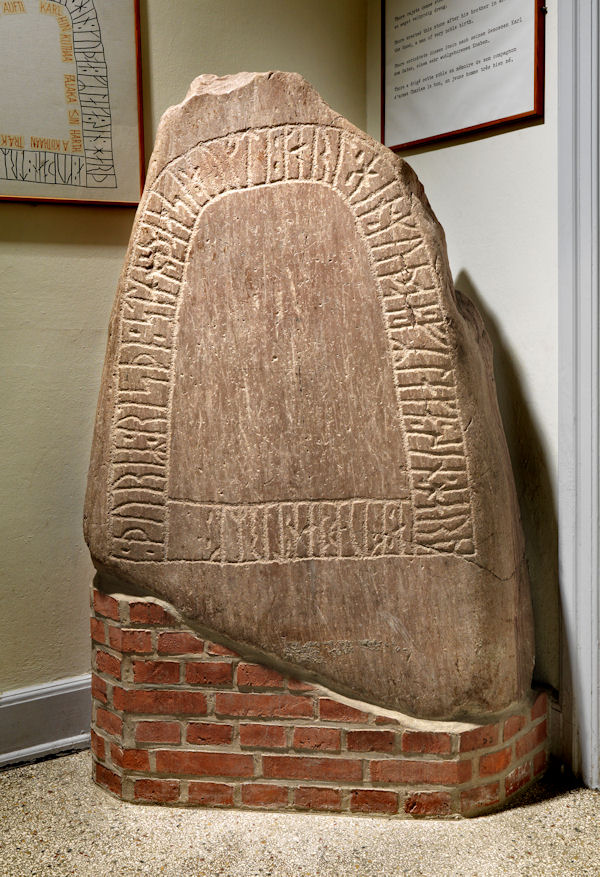
Hobrosten 2

Offenbar waren Thore und Karl mit dänischen Wikingern gefahren, als Karl (evtl. in der kaum überlieferten Schlacht von Gudenmor) starb. Steinsetzungen, die sich auf den Tod eines Gefährten beziehen, sind auch aus anderen Gegenden Schwedens bekannt. Hinweise darauf, dass der Hobrostein 2 von einem dänischen Runenmeister stammt, gehen aus der Textformulierung hervor, die verblüffende Ähnlichkeit mit dem auf einem Stein hat, der ursprünglich südlich der Kirche von Glenstrup (Glenstrupsten 2) stand.
Die Kirche von Ås liegt auf einem wikingerzeitlichen Grabhügel von 50 m Durchmesser und 2,5 m Höhe, in dem sich ein Bootsgrab befinden könnte. Bei einer Testgrabung stieß man 1982 auf eine Dichtungsschicht aus Heidekraut. Woher der schlanke hohe Stein stammt, der liegend in die Wand der Kirche eingemauert wurde, ist unbekannt.